# スプリングフィールドM1903小銃
スプリングフィールドM1903（英: M1903 Springfield）は、アメリカ合衆国で開発されたボルトアクション式ライフルである。公式には1903年6月19日に採用された。
M1903は第一次世界大戦および第二次世界大戦を通して使用され、1936年にセミオートマチックのM1ガーランドが制式化されるが、不具合と配備の遅れにより1942年初期頃まで第一線で運用された。M1ガーランドへの代替後も、朝鮮戦争およびベトナム戦争まで狙撃銃として使用された。

## 開発

### 背景

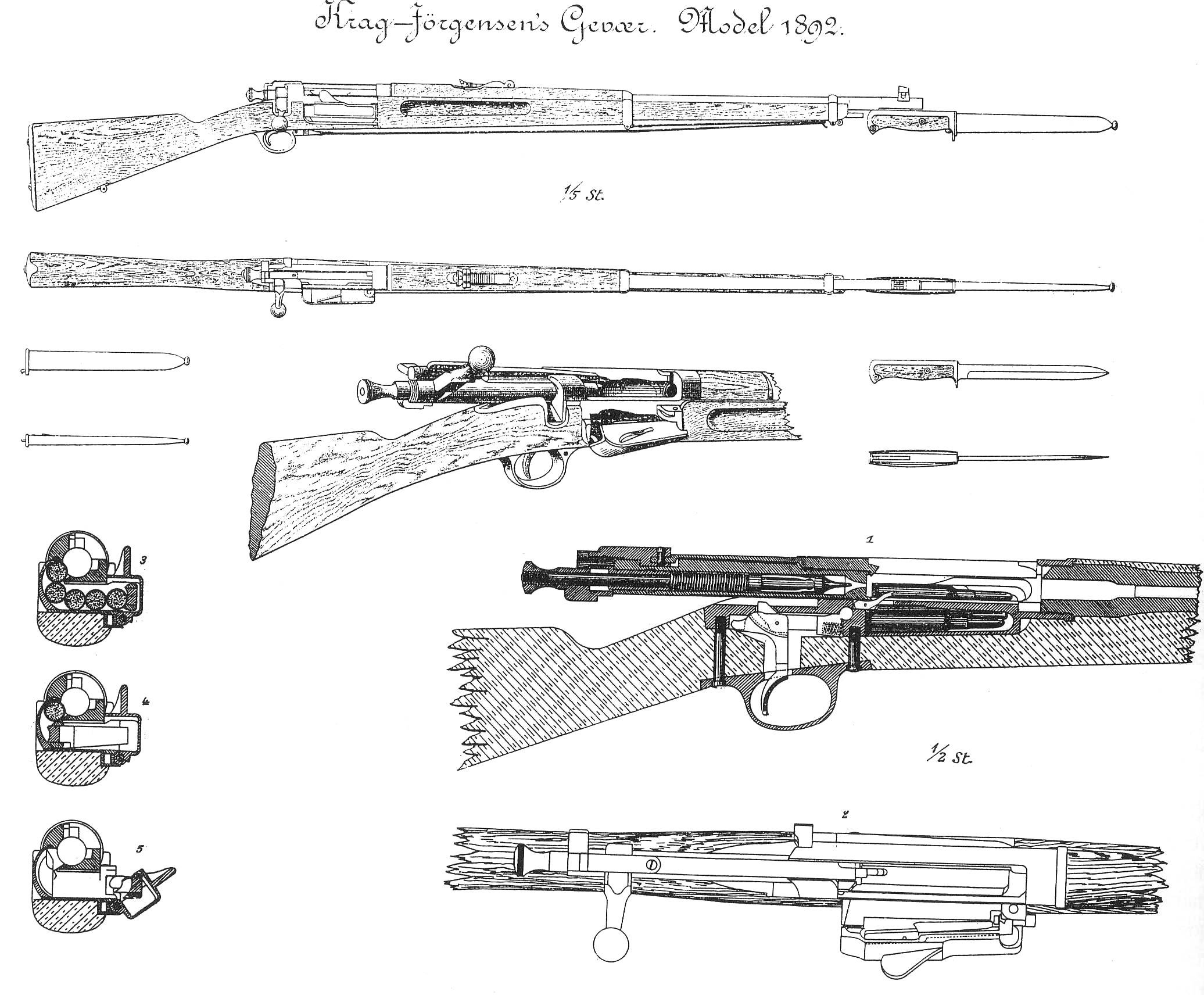
クラッグ小銃

M1903が採用されるまでの道のりは30年近く遡り、1870年代が端緒となる。1870年代の後期から陸軍はトラップドア式のスプリングフィールドM1873小銃（前装式だったスプリングフィールド銃を後装式に改造したもの）のような一般兵用小銃の後継品を探していた。陸軍ではこの期間、予算を減少させており、一般兵に対してはM1873を支給し続けており、様々な種類のボルトアクションライフルとカービンが混在して使われていた。裕福な兵士は、しばしば自分で市販の銃を購入して使っていた。
陸軍は1865年には100万ドル以上を出費したが、南北戦争の終結と共に急速に先細りとなり、1892年の予算は5万ドル程度であった。新型小銃の要求はこのような状況下で明白になった。特に装薬の黒色火薬から無煙火薬への切り替えが急務であった（この流れは既に、フランスが1886年に採用したルベルM1886小銃から始まっていた）。
リーM1879小銃は脱着可能な箱形弾倉を備え、少数ではあるものの海軍に納入された。また、数百丁のレミントン・リーM1882小銃が1880年代の競作の末、陸軍に納入されたが、公式には採用されなかった。海軍はレミントン・リーM1885小銃に移行し、後に異なる形式のリーM1895小銃（ストレート・プル方式）を調達した。
M1885とM1895は、ともに米西戦争で陸軍小銃としても使われた。ジェームス・パリス・リーがリー小銃用に開発した、脱着可能式箱形マガジンは、後の小銃などに多大な影響を与えた。他の前述した特徴（たとえば無煙火薬）も、新型小銃が必要であることを明らかにした。
1892年、アメリカ陸軍ではスプリングフィールドM1873を更新するためのトライアルを実施し、最終的にスプリングフィールドM1892（国産化されたクラッグ小銃）および.30-40クラグ弾の採用が決定した。
しかし6年後の1898年に勃発した米西戦争において、アメリカ軍は当時最新式のモーゼルM1893小銃で武装したスペイン軍を相手に苦戦を強いられることとなった。モーゼルM1893は7x57mmモーゼル弾（スパニッシュ・モーゼル弾）を用いるボルトアクション式小銃であった。挿弾子を用いることができないスプリングフィールドM1892は時間あたりの射撃回数が劣っていた上、スパニッシュ・モーゼル弾の威力も.30-40クラグ弾を上回っていた。

### 設計
M1903の基礎的な開発スケジュールは、モーゼル小銃を参考にした高威力弾薬を使えるようにした新型小銃を開発するという観点で、世紀の変わり目にスプリングフィールド国営造兵廠で始まった。
1900年、新小銃のために設置された委員会ではスプリングフィールド造兵廠が手がけた試作小銃の1つを新小銃の候補として検討した。その検討を踏まえて設計された2つの試作小銃が翌1901年に審査を受け、優れていると判断された一方にU.S. Magazine Rifle, Cal..30, Model of 1901（合衆国1901年式30口径弾倉付小銃）の名称が与えられた。軍部ではM1901が明らかにM1892よりも優れていることを認め、スプリングフィールド造兵廠にM1892からM1901への製造の切替の許可を与えたものの、およそ5,000丁が製造された時点で予算の削減と計画の変更が決定した。
その後、歩兵・騎兵両用の小銃とするべく、各国軍の戦訓を踏まえて30インチ、26インチ、24インチ銃身あわせて100丁が試作された。テストの結果、最も短い24インチ銃身が優れていると判断され、1903年6月19日には短銃身と細部の改良を組み込んだ設計案にUS Magazine Rifle, Caliber .30, Model of 1903（合衆国1903年式30口径弾倉付小銃）という名称が与えられた。長い歩兵用小銃が標準的だった時代にあって、これは革新的なことだった。
M1903は.30-45弾（後に.30-03弾と改称）を装填する小銃として設計された。.30-03弾は45グレインの無煙火薬を発射薬に用い、当時軍部内に存在した弾頭軽量化への反発を踏まえ、220グレインの弾頭を備えていた。しかし、220グレイン弾頭の.30-03弾の弾道特性は.30-40クラグ弾よりわずかに優れる程度で、重量のある弾頭に十分な初速を与えるための過大なエネルギーは機関部への負荷も大きかった。1906年、150グレインの尖鋭弾頭に改めた新型弾が.30-06スプリングフィールド弾として採用され、M1903もこれに合わせて再設計された。照準器も、この弾薬により改善された初速と弾道を補うために、再び改修された。220グレイン弾頭を備える.30-03弾の初速は約700m/sだったが、.30-06弾の初速は約813m/sだった。薬莢のネック部分は少しだけ短くなった。

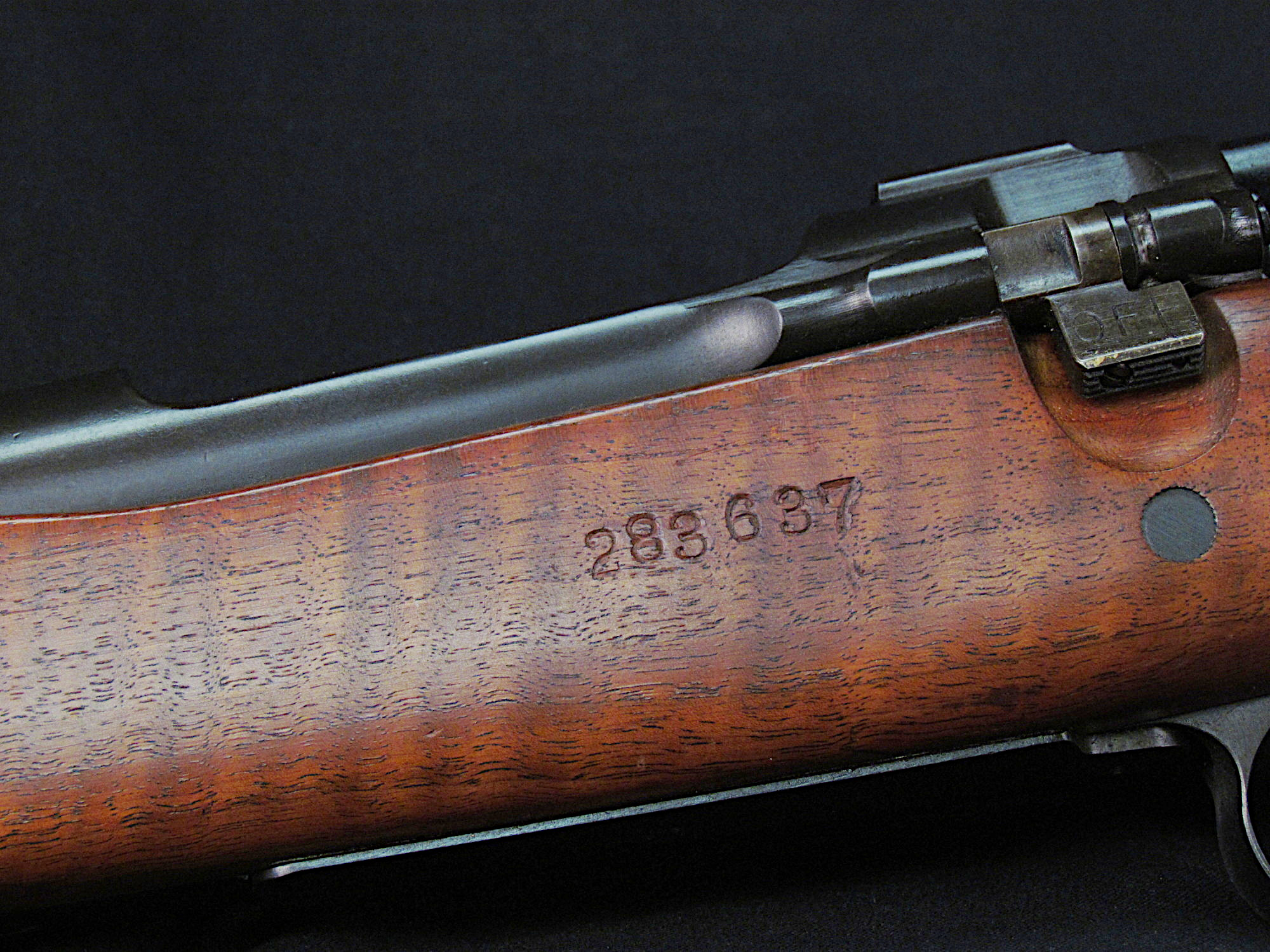
機関部の左側面。マガジンカットオフレバーはオフ（OFF）の状態になっている

M1903には弾倉から薬室への給弾を停止するマガジンカットオフ機能があり、銃左側面のレバーで切り替えを行う。これは連発銃の弾倉を常用すると弾薬の消費量が膨大になりうるという懸念のため、南北戦争中のスペンサー銃の頃からアメリカ軍が採用する連発式小銃の要件に含まれてきた機能である。すなわち、通常はマガジンカットオフを有効にして単発銃として用い、大規模な攻撃や騎兵突撃などの緊急時にのみ連発銃として用いるという発想に基づいている。当時はマガジンカットオフ解除を兵士らに命じるためのラッパ譜もあった。M1903が使われる頃には弾薬消費に関する懸念が杞憂であることが明らかになっていたが、それでもこの機能は最後まで残された。マガジンフォロワーの影響を受けずボルトを操作できるとして教練の際に利用されることはあったが、実戦では全く使われなかった。

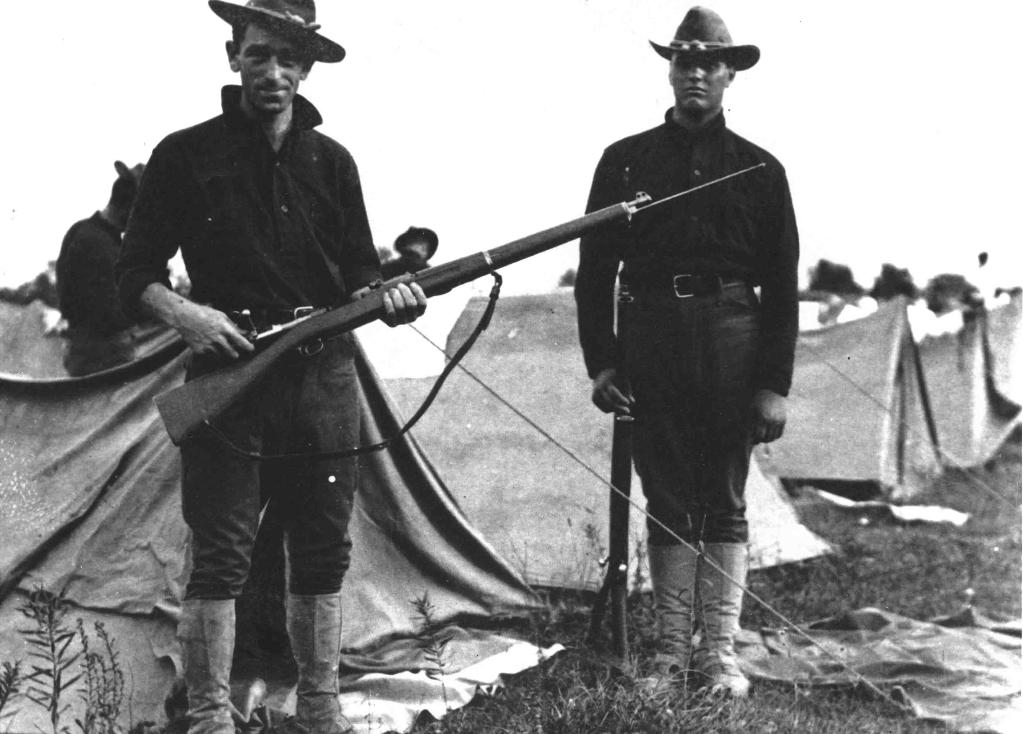
収納式のスパイク型銃剣を特徴とする最初期のM1903を携行した兵士

セオドア・ルーズベルト大統領はM1903の銃剣についての不満を示した。元々、M1903は銃本体に埋め込まれたスライド式のスパイク型銃剣を備えていた。銃身の下に銃剣が並行して配置され、プラスドライバーに似た形状の先端が露出していた。銃剣止めのボタンを押すと固定が解かれ、銃剣を引き出して固定、あるいは抜き取ることができた。これは旧式小銃で用いられていたものとほぼ同設計で、米西戦争の戦訓から小銃の射程と火力を重視する風潮が生まれており、今後銃剣格闘の機会は減少すると思われていたことと、ナイフ型銃剣より製造コストを抑えられることから採用されたものだった。伝えられるところによれば、武器省長官ウィリアム・クロージャーによる銃剣格闘を含むM1903のデモンストレーションが行われた際、ルーズベルトは自らナイフ形銃剣を取り付けたクラッグ小銃を手に取ると、クロージャーには銃剣を展開したM1903を構えるように命じ、そして銃剣同士を突き合せてM1903の銃剣を真っ二つにへし折ることで銃剣の強度不足を示したと言われている。その後、ルーズベルトはウィリアム・タフト陸軍長官に宛てた書簡の中で、「あのスパイク型銃剣は私が知る内で最も貧相な発明だと言わねばなるまい」と切り出し、日露戦争やフィリピン方面における実際の運用などを踏まえて銃剣を再設計するべきだと主張した。最終的にはナイフ型のM1905銃剣が採用された。その後、スパイク型銃剣を組み込んで製造されたおよそ74,000丁のM1903は、その大部分がM1905銃剣を着剣できるように改修された。同年、新型のM1905照準器も採用されている。
当初の制式名称はUS Magazine Rifle, Caliber .30, Model of 1903（合衆国1903年式30口径弾倉付小銃）とされていたほか、単にスプリングフィールド小銃（Springfield Rifle）や、弾薬と同様に30-06スプリングフィールド（30-06 Springfield）などとも通称された。

### 特許侵害
設計にあたってスプリングフィールド造兵廠は2ピース式のファイアリングピンなどの独自設計を盛り込んだにもかかわらず、1904年3月15日にはモーゼル社から特許侵害についての訴えが起こされた。その後の調査で多数の特許侵害が認められたため、1905年にはM1903小銃1丁あたり75セント、専用挿弾子1,000個あたり50セントをアメリカ政府がモーゼル社に支払い、合計200,000ドルに達した時点で特許料の支払いが完了したものとするという合意がなされた。最終的な支払いの完了は1909年になってからだった。1907年にはDWMから尖鋭弾の特許侵害についての訴えが起こされたが、クロージャー将軍の後任だったジョン・T・トンプソンは支払いを拒否した。1914年7月18日に起こされた裁判は第一次世界大戦の勃発によって中断されたものの、1920年には改めてドイツ側が訴えを起こした。1928年12月31日にドイツ側が勝訴し、アメリカ政府に対し412,520.55ドルの賠償金支払いが命じられた。

## 運用

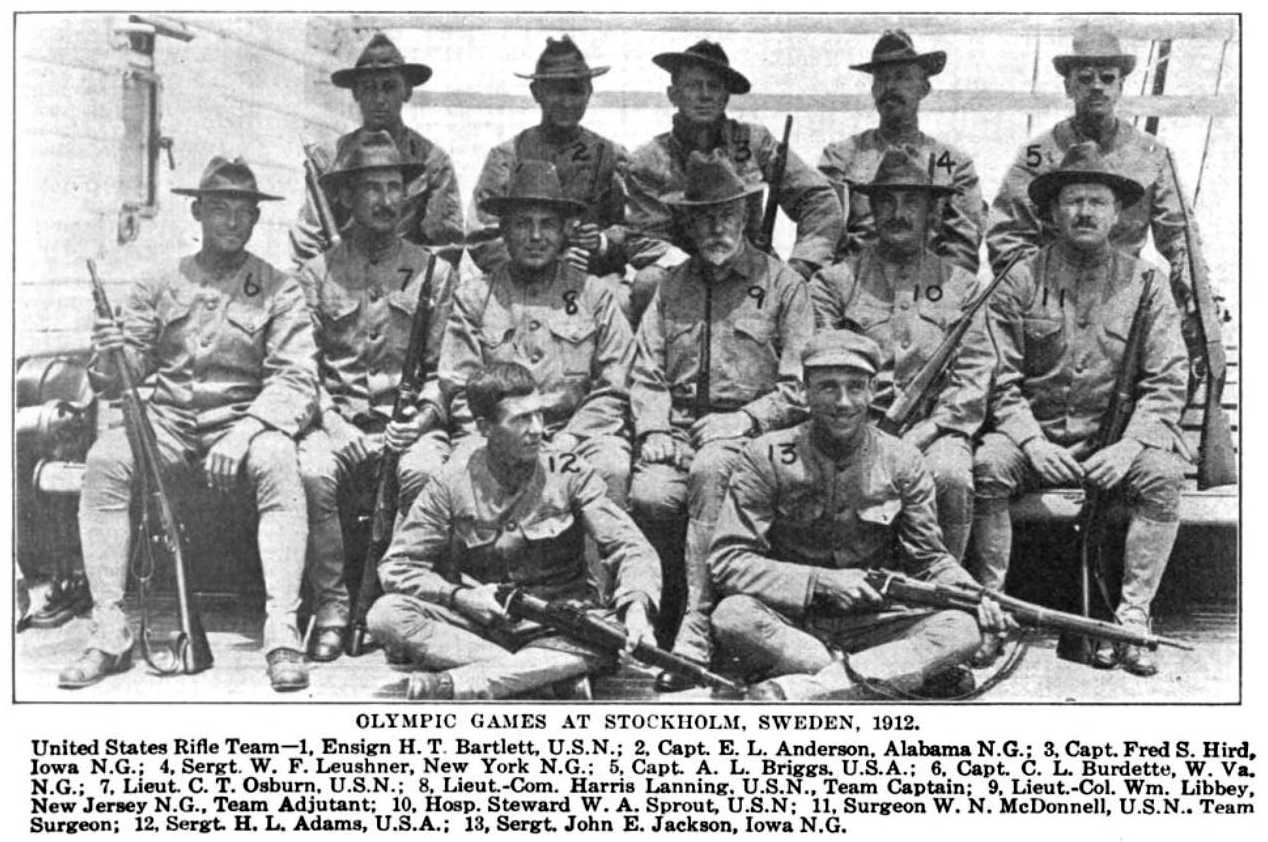
1912年ストックホルムオリンピックに出場したライフル射撃アメリカ代表チーム。多くの選手がM1903を手にしている

生産は1903年11月から始まったが、1905年1月には設計変更のため一時中断した。また、1906年には.30-06弾が採用されたため、1906年11月から1907年2月まで再び中断され、この間に配備済のおよそ20万丁も.30-06弾仕様に改修された。
当時からM1903の射撃精度は高く評価され、国際的な射撃競技大会でも使用された。1912年ストックホルムオリンピックでも、軍仕様のM1903を使用したアメリカ人選手らが射撃競技にて優秀な成績を収めたという。
スプリングフィールド造兵廠のほか、ロックアイランド造兵廠でも製造が行われた。ロックアイランド造兵廠では1913年11月14日に製造を中止するまでに234,830丁を出荷していた。軍事費の削減を受け、1913年末までにロックアイランド造兵廠では製造を中止、スプリングフィールド造兵廠でも製造規模の縮小が行われた。ただし、当時はアメリカ軍の規模も比較的小さく、大きな問題とはならなかった。

### 第一次世界大戦

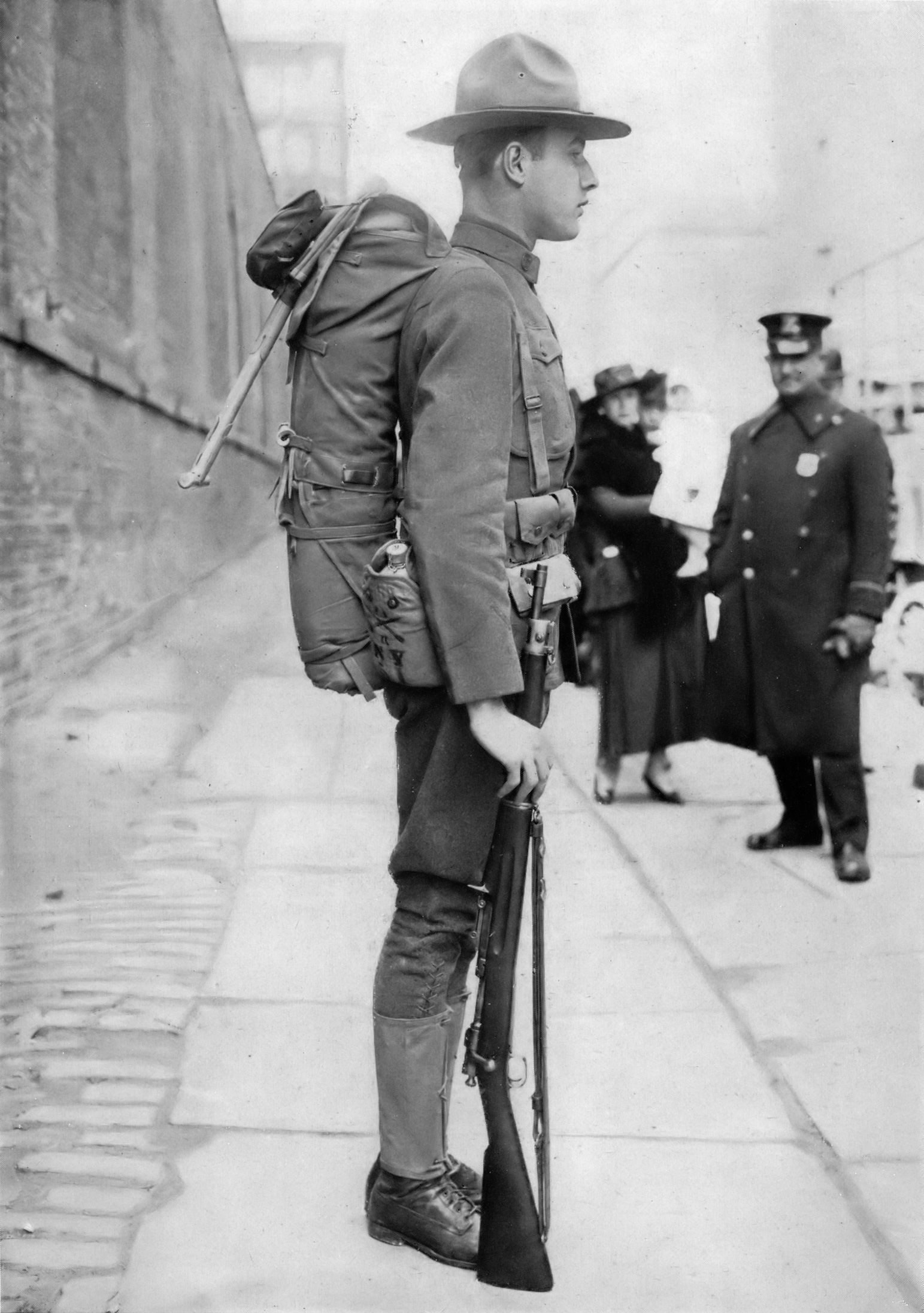
M1903を手にする陸軍州兵（1917年）

1917年4月6日、アメリカはドイツ帝国に宣戦布告を行い、第一次世界大戦に参戦した。参戦の時点で、スプリングフィールド造兵廠からは843,329挺のM1903が出荷されていた。これに加えて265,627丁が終戦までに新たに製造されたほか、1917年2月25日にはロックアイランド造兵廠での製造が再開され、終戦までに47,251丁が出荷されている。合計して1,155,107丁が大戦に投入されたことになるが、アメリカ軍人として動員された兵力は200万人を超えており、多くの兵士はM1917エンフィールド小銃などを支給されていた。1918年からは機関部の強度を高めるために熱処理の手順が変更された。
大戦中、生産効率を高めるために何点かの設計変更が加えられたが、実際の射撃精度や信頼性に大きな影響はなかった。また、代用品として大量に調達されていたM1917小銃は重くかさばったので、前線ではM1903を好む兵士の方が多かった。スコープを取り付けて狙撃銃としても使用されたほか、ヴィヴァン・ベシエール発射機あるいはVB発射機として知られるフランス製小銃擲弾発射機をコピーしたものがM1903向けに調達されていた。他国の主力歩兵銃と比べても非常に射撃精度が高かったことから、「ドイツ人は猟銃を、イギリス人は軍用銃を、そしてアメリカ人は競技銃を手にして戦場に現れた」とも例えられた。
1918年11月11日、ドイツと連合国の休戦協定によって大戦は終結した。この時点でM1903よりもM1917小銃の方が大量に配備されていたため、陸軍省内で「M1903を予備装備に格下げすると共にM1917を標準装備に格上げするべきではないか」との議論が持ち上がった。しかし、M1903の非常に優れた性能が考慮され、最終的にM1903が標準装備、M1917が予備装備と位置づけられることとなった。
1928年にはM1903の支給が停止されたものの、配備済のものは引き続き使用された。1929年12月5日、銃床をピストルグリップを備えたC型に改めたM1903A1が採用された。しかし、既に需要を大幅に上回る量の各種小銃が国内に備蓄され、M1903自体も1927年以降調達されていなかった。さらに旧式のS型銃床が枯渇するまではC型銃床の調達および改修は行わないことが決定した。結局、S型銃床が枯渇するのは10年後の1939年で、それまでの間は競技用モデル以外にC型銃床が使われることはなかった。
1927年以降にM1903が新規調達されることはなかったが、一方で訓練用の22口径モデルなどは調達されている。終戦によって余剰となったM1903は民間にも放出された。競技銃や猟銃として人気を博し、以後1960年代まで広く使われることとなる。

### 第二次世界大戦
後継の歩兵銃として採用されたM1ガーランドは1938年から配備が進められていたが、第二次世界大戦が勃発した1939年時点では依然としてM1903が多くの部隊に配備されていた。また、アメリカ軍の拡大に伴い、スプリングフィールド造兵廠がM1ガーランドの製造を最優先で進め、予備装備として残されていたM1917エンフィールドの再配備も行われたが、それでも歩兵銃が徐々に不足しつつあった。
1940年、ダイナモ作戦（ダンケルク撤退）においてイギリス軍は大量の装備を喪失した。イギリス政府はアメリカへと武器の供給を打診し、その結果かつてロックアイランド造兵廠で使われていた設備を借りたレミントン・アームズ社がイギリス向けのM1903を製造することが決定した。イギリス側は.303ブリティッシュ弾仕様、リー・エンフィールドと同型の着剣装置、同型の銃床の取り付けなどの設計変更を求めていたが、レンドリース法が議会を通過したことで小銃および銃弾の直接供給が可能となり、.303弾仕様のモデルは製造されなかった。
情勢が緊迫する中で、レミントン社は引き続きアメリカ軍向けのM1903の製造を担当した。当初はM1903A1を製造する予定だったが、レミントン社に与えられた銃床用ブランク材は在庫として残されていたS型銃床用のものだったので、こちらを製造することになった。1941年11月、最初の1,273丁がレミントン社から出荷された。同年12月の真珠湾攻撃によってアメリカは第二次世界大戦に参戦し、これに合わせてM1903の生産規模も拡大された。この時期には生産効率を高めるために工程の簡略化や設計の変更が加えられ、それらのモデルはM1903改（M1903 Modified）としてM1903と区別された。M1903改は1943年5月に製造が終了した。
1942年初頭、レミントン社ではリアサイトを簡素化することで一層の生産効率の向上が望めると判断した。新たなモデルの外見上の相違点として、リアサイト（後部照準器）が単純かつ小型な環形構造にされ、ボルト・アッセンブリの近くに移された点がある。増産に対応するために、銃床の用心鉄や床尾板などの部品は、鍛造や切削からプレス加工に変更された。また、銃身や機関部の素材が戦時規格鋼に変えられたほか、金属部の表面処理も簡略化された。1942年5月21日、このモデルがU.S. Rifle, Cal. .30, Model of 1903A3（合衆国1903年式A3型30口径小銃）として制式採用された。10月には銃身のライフリングが2条に減らされたが、射撃の精度に悪影響は出ないものとされた。出荷は12月から始まった。
タイプライター大手として知られるスミス・コロナ社もM1903の製造を担当したメーカーの1つである。さらなるM1903の供給を求めていた軍部はハイスタンダード社に契約を持ちかけたものの、その他の火器の製造のために同社の生産力は限界に達していた。ハイスタンダード側は自社が銃身のみ製造し、組立等をスミス・コロナ社に下請けさせることを提案した。最終的にはスミス・コロナ社が主契約業者、ハイスタンダード社が銃身製造下請けという形で契約がまとまった。1942年2月25日に正式に製造契約が結ばれ、5月には契約内容がM1903からM1903A3に切り替えられた。量産は11月から始まり、契約が終了する1944年2月19日までに234,580丁が出荷された。
M1903A3はほとんどが国内での訓練等に用いられ、実戦用の歩兵銃としてはM1903やM1ガーランドほど広くは配備されなかったものの、憲兵を初めとする後方要員向けの小銃としてはヨーロッパや中国・ビルマ・インド戦線などで使用された。また、M1903用のM1ライフルグレネードランチャーから発射できるM9対戦車榴弾は、大戦初期のアメリカ軍における主力対戦車装備であり、各小銃班あたり1名が射手に任命されていた。1944年頃からはM1ガーランド用M7グレネードランチャーへの更新が進んだが、M7ランチャーはM1ガーランドのガスシステムと自動装填機能を一時停止した上で擲弾を取り付ける必要があり、その手間を嫌った多くの射手が1度の射撃きりで使い捨てていた。そのためM7ランチャーの普及は進まず、空砲弾を込めるだけでよいM1903とM1ランチャーの組み合わせが好まれ、終戦まで広く使われた。
アメリカ軍は開戦後も制式狙撃銃を採用していなかった。しかしM1ガーランドの狙撃銃仕様は設計に時間が掛かると判断されたため、軍部はレミントン社に対しM1903A3をベースとした狙撃銃の開発を要請した。1943年には製造契約が結ばれ、新たな狙撃銃にU.S. Rifle, Cal. .30, M1903A4, Sniper’s（合衆国1903年式A4型30口径狙撃銃）の名称が与えられた。
レミントン社は1944年2月にM1903A3の生産を、6月にM1903A4の製造を終了した。この時点までにM1903およびM1903改をあわせて348,085丁、M1903A3を707,629丁、M1903A4を28,365丁出荷していた。

### 第二次世界大戦後

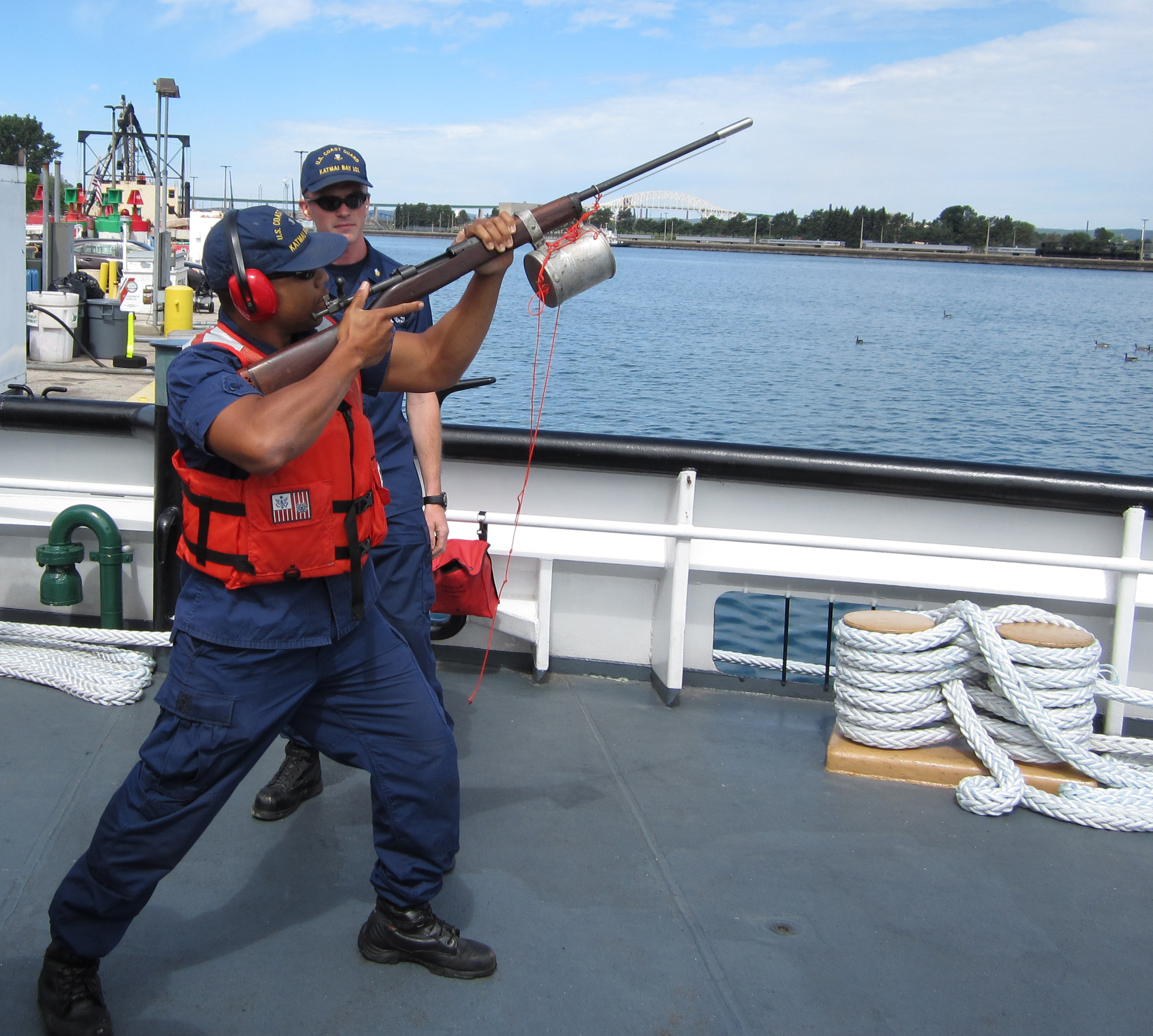
M1903改造の索発射銃を構えるアメリカ沿岸警備隊の隊員

第二次世界大戦後、多くのM1903およびM1903A3が余剰品となり、民間に放出されたほか、アメリカの同盟国・友好国に対する軍事援助に用いられた。
M1903A4は、朝鮮戦争の頃には次第に使われなくなっていったが、海兵隊ではM1941狙撃銃として広範囲に使用された。この新しい狙撃銃は、長くて明るいユナートル（Unatl）7.8倍バーミット型スコープを備えており（M1903A4のM73B1 2.5倍スコープと比較の結果）、目標への距離が、海兵隊M1CまたはM1D狙撃銃の有効射程（500ヤード＝約457m）を超えるような場合に重用された。稀なケースでは、海兵隊でM1941を用いた場合、1,000ヤード（約914m）以上での命中例も報告されている。また、地雷の爆破処理用としても用いられた。
少数がベトナム戦争でも用いられた。木製部品が多く取り回しやすいため、軍音楽隊や儀仗隊で使用されている。
陸上自衛隊では狙撃用にA4を装備した。
アメリカ沿岸警備隊では余剰品として放出されたM1903を索発射銃に改造して使用している。

## 仕様
M1903小銃は、長さ1,098mm、重さ3.95kgである。銃口付近に銃剣を取り付けることができる。M1905銃剣の刃渡りは406mmで、重さは450g。1906年式.30口径（7.62mm）弾を使用する。
通常弾
真鍮性の薬莢、雷管、無煙火薬及び弾頭からなる。弾頭はspitzer bulletと呼ばれる、先端が尖った弾で、合金の弾芯と白銅・ニッケル合金のジャケット（被甲）でできている。弾頭の重さは150グレーン（9.7g）この弾薬をライフル銃で射撃した場合の銃口初速は820m/sである。
空砲弾
弾頭の代わりに紙で蓋がされている。発砲時、銃口前方の危険距離は、直線で30mまでである。
警衛弾（Guard Cartridge）
通常弾より装薬を減らしてあり、通常弾と区別するために、薬莢に5つの環状溝が付けられている。衛兵用途、あるいは暴徒鎮圧用途で、180m以内が有効射程である。照準は、90m先を撃つには410m先の設定、180m先を撃つには590m先の設定が必要である。
擬製弾
錫メッキ弾頭で、薬莢には6つの長穴と3つの丸穴が空けてある。雷管には薬剤は詰められていない。装弾訓練に使用された。
最大射程は2,500ヤード（約2,286m）で、有効射程は500ヤード（約457m）か500メートルである。それぞれのクリップには5発を装填でき、通常は12個のクリップを弾帯に収めていた。弾帯にすべて収めた場合の重さは約1.76kg。弾帯用弾薬は20組（1,200発）が1箱となっており、重さは45kgとなる。
以下の表は、さまざまな素材に対してのおおよその貫通力を示したものである。
| 素材                        | 180メートル | 550メートル |
| --------------------------- | ----------- | ----------- |
| 商用鉄鋼                    | 0.76cm      | 0.25cm      |
| 1インチの破砕石、小石       | 12.2cm      | 10.9cm      |
| 1インチの板に挟まれた硬い墨 | 23cm        | 18cm        |
| レンガ壁、セメント積み      | 5.6cm       | 3.0cm       |
| レンガ壁、石灰積み          | 6.1cm       | 3.0cm       |
| 乾いた砂                    | 23cm        | 31cm        |
| 1-3-5コンクリート           | 7.6cm       | 5.1cm       |
| オーク                      | 69cm        | 30cm        |
| 濡れた砂                    | 38cm        | 33cm        |
| 松                          | 66cm        | 30cm        |
| 土（ローム質）              | 51cm        | 41cm        |
| グリス粘土                  | 152cm       | 81cm        |

200ヤード（約183m）先からの単射でも、150発を集中発射すれば、23cmのレンガ壁を壊すことができる。
ライフルの滑腔部は直径7.62mmで、ライフリングの厚みは0.1mmである。銃身の先端から反対側までの間で、7.82mmのライフリングを形成している。
この銃の後部照準器は、射程に合わせて調整できる起倒式のリーフサイトで構成されていた。遊標を一番下の位置にして、標尺板を倒した状態の時、即応用の戦闘照準照門がリーフの上に現れる。これは固定式の照門で、500ヤード（約457m）先を射撃するのに最適な位置である。遊標は射距離に応じて上下に調節でき、一番上にセットした時の状態は、2875ヤード（約2,630m）先を射撃するのに最適な位置となる。
ドリフトサイトの上端のオープンサイトは、1,400-2,750ヤードまでを調整できる。オープンサイトの下端の三角形の開口部は、100-2,450ヤードまでを調整できる。各照準距離は、リーフの横に一覧として刻んである。それぞれの目盛りは「ポイント」と呼ばれた。照準に向かって右側の照準基部には、照準自体を左右に調整するための偏流ねじがある。照準校正の時、および風力が強い時はこれが有効に使える。
外部リンクに上記の照準に関して詳細な写真を掲載したサイトがある。

## バリエーション

### 基本的なモデル

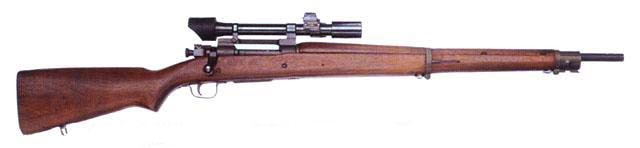
M1903A4（M84スコープ付き）

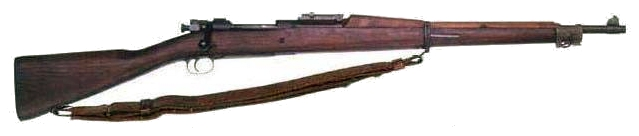
M1903
1903年に設計された.30-03（30-45）弾を使用するS型銃床の基本型。何度か設計が変更されており、1905年には1905年式ナイフ型銃剣や1905年式照準装置を採用し、1906年には新型のM1906 .30-06弾を採用した。

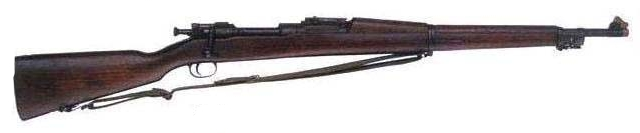
M1903A1
1929年に採用されたモデル。銃床が指掛けのあるC型銃床に変更された。ただし、第一次世界大戦の終戦以来大量のM1903が備蓄されていたため、長らく調達は行われなかった。
M1903A2
1930年代初頭に採用されたモデル。M1903（または訓練用22口径銃）から余分な部品を取り去り、大砲の縮射訓練用としたもの。元々は3インチ M1903砲用の機材として設計されたが、後にその他の火砲でも使用された。機関部にはA2の刻印が新たに加えられた。第二次世界大戦後にこの種の訓練機材は廃止され、M1903A2はA2の刻印を残したまま小銃へと再改修された。

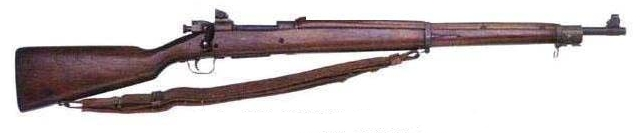
M1903A3
1942年に設計されたモデル。プレス工法を取り入れて製造しやすくしたもの。後部照準器が射手に近い位置へ移されたほか、銃把・銃床部分の形状にも差異がある。後期型は指溝のないS型銃床となった。
M1903A4
1942年に設計されたモデル。M1903A3を改修した狙撃用バージョンで、M73またはM73B1（2.2倍スコープ）などを取り付けたもの。銃床の形も改善された。照星と照門（アイアンサイト）を装備しないため、照準はスコープのみで行われる。1960年代まで陸上自衛隊も装備した。

### M1903A4以前のM1903狙撃銃
南北戦争でも狙撃兵らが私物の望遠照準器を使用した例が知られているが、アメリカ軍が正式に望遠照準器に関する検討を始めたのは、M1892小銃（クラッグ小銃）採用後のことだった。M1903の採用後には望遠照準器を取り付ける狙撃銃仕様の設計が始まり、1904年には小火器取扱規則の一環として、特別に指定された射手に望遠照準器を支給することが正式に許可された。1908年、最初の制式望遠照準器としてワーナー&スワジー社の6倍照準器がTelescopic Musket Sight, Model of 1908（1908年式小銃用望遠照準器）の名称で採用された。1913年にはM1908照準器に小改良を加えたM1913照準器（5.2倍）が採用され、これが第一次世界大戦参戦時の標準的な狙撃用望遠照準器となった。狙撃銃用の消音器も開発されたが、耐久性が低く、射撃精度にも悪影響があるとしてほとんど使われなかった。終戦後、大部分のM1903狙撃銃は一線を退き、余剰品となったワーナー&スワジー製照準器は民間へと放出された。
ワーナー&スワジー製ほど大量には使われなかったが、ウィンチェスター製A5照準器もM1903狙撃銃用の望遠照準器として第一次世界大戦に投入されている。A5は1910年に民生用照準器として発表された製品で、主に海兵隊の狙撃兵によって使用された。A5照準器付狙撃銃の一部は第二次世界大戦でも使われている。

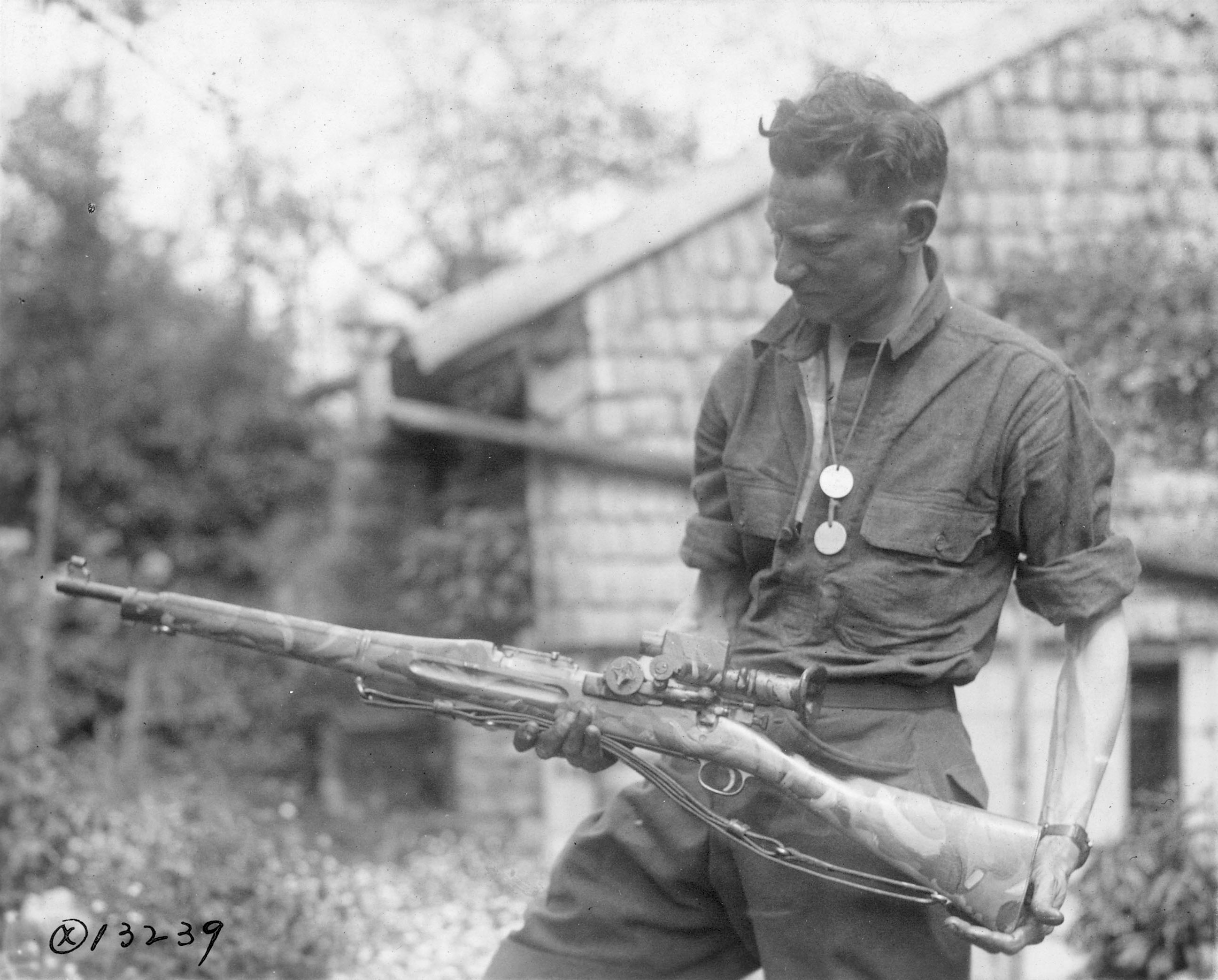
ワーナー&スワジー製照準器を取り付け、迷彩塗装を施したM1903狙撃銃を手にする狙撃兵（1918年）
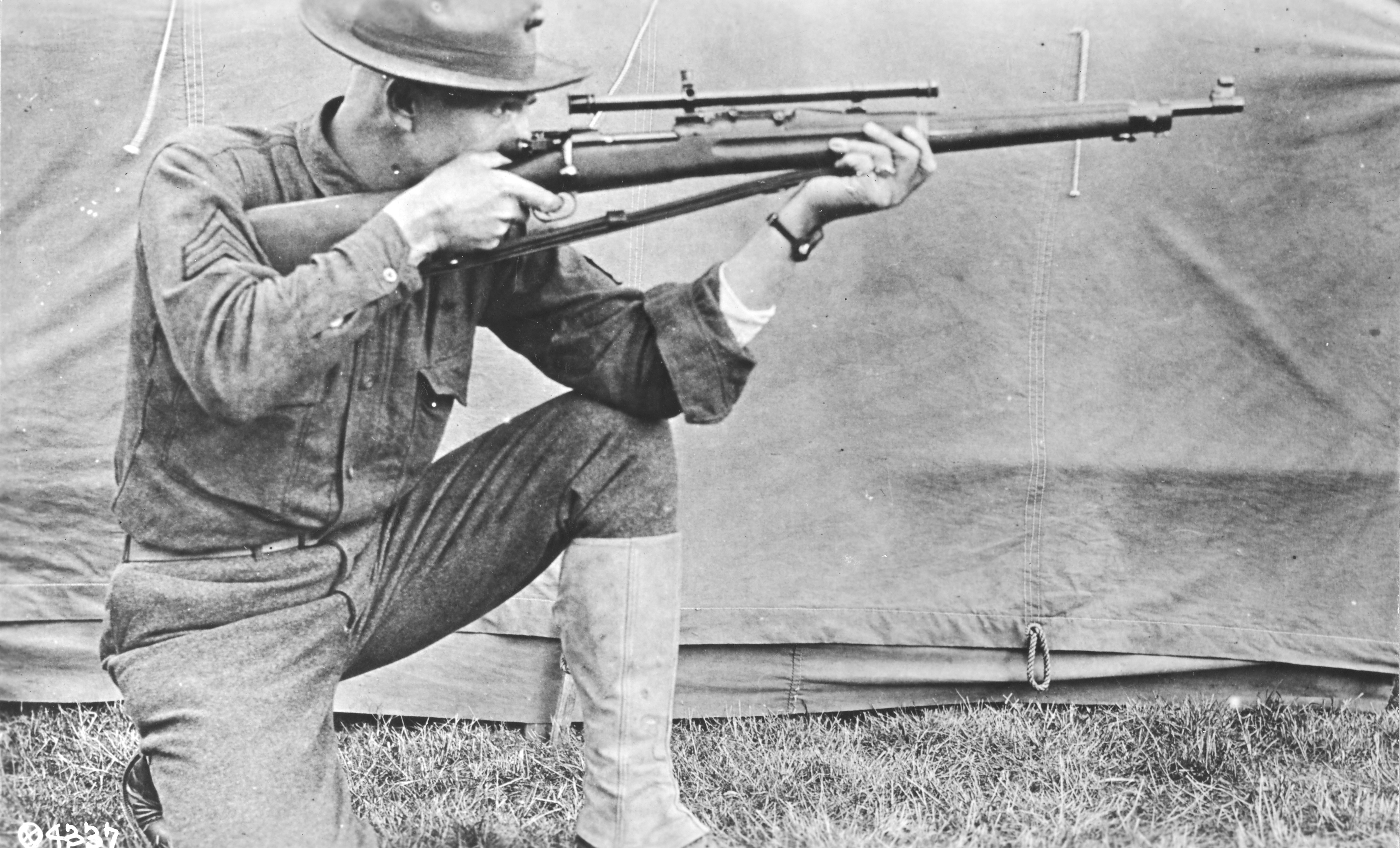
A5照準器を取り付けたM1903狙撃銃を構える狙撃兵

### 特殊なモデル

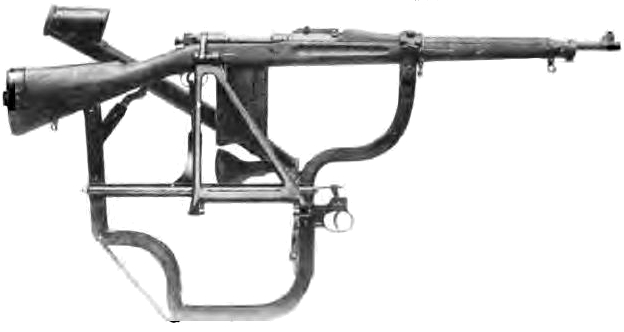
ペリスコープ・ライフルに転用されたM1903。航空隊ライフル用の25連発弾倉が取り付けられている

M1903 Mark I（ピダーセン・デバイス）
ピダーセン・デバイスを取り付けたモデル。ピダーセン・デバイスは制式にはU.S. Pistol, Caliber .30, Model 1918（合衆国1918年式30口径拳銃）などと呼ばれており、M1903のボルトを取り外して代わりに差し込み、小口径弾を用いる半自動小銃とする装置である。作動方式はブローバックで、.30-18弾を40発収める着脱式弾倉を備えていた。ボルトからピダーセン・デバイスへの交換は容易であり、1919年に予定された大攻勢に際し、多くの兵士にM1903と共に支給して、近接戦闘時に取り付けて火力を高めることが想定されていた。しかし、1918年11月に第一次世界大戦が終結したためにほとんど使用されることはなかった。数年間は軍事機密として扱われ、その後在庫の大部分は廃棄された。Mark 1のレシーバー左側面には7.65x20mm弾用の排莢口があり、ピダーセン・デバイスを取り付けるための切り欠きが何箇所か設けられていた。こうした設計変更は通常の.30-06弾を射撃する際に影響を及ぼさない範囲で行われていた。
航空隊ライフル
航空機乗員用に改修されたモデル。短縮した銃床、切り詰めた照準器、固定式の25連発弾倉を備える。
1917年11月、アメリカ軍は連合国軍がこれまでの戦いで得た戦訓を研究する過程で、機銃故障時の抵抗などの用途を想定し、2人乗り偵察機の後席に乗り込む航空偵察員（aircraft observers）向けの緊急時装備が必要であると判断した。フランス陸軍第3航空軍からは、この用途の銃器としては.351 WSL弾を用いる半自動小銃（ウィンチェスター M1907）、あるいは金属製ワイヤストックを取り付けたM1911ピストルの採用が推奨されていた。しかし、最終的にはスプリングフィールド造兵廠がM1903の航空隊向けモデルを開発することとなり、M1903航空用軽量化済小銃（U.S. Rifle Model of 1903 Stripped for Aircraft Use）という制式名称で採用された。1918年7月にはフランスへ届けられたものの、アメリカ外征軍作戦担当幕僚の1人だったフォックス・コナー大佐は、航空偵察員らの意見を踏まえ、この種の小銃が既に必要とされていない旨を伝えた。製造数は資料によって異なり、825丁、907丁、680丁などと言われるが、いずれにせよ1丁も実戦配備されることなく終戦を迎えた。また、地上戦装備としての評価も試みられていたものの、終戦に伴い中断されている。1920年代に大部分が歩兵銃へと再改修されたため、現存するものは少ない。
カービン・モデル
元々、M1903は従来の歩兵銃よりも短い歩騎両用銃として設計されていたが、さらに短いカービン・モデルの試みもあった。
アメリカ陸軍が最後に採用した騎兵用カービン、すなわち本来的な意味での騎兵銃は、M1892小銃を原型とするM1899カービンであった。これは歩騎両用銃たるM1903によって更新されたが、騎兵隊の中ではその後もさらに軽量かつ短い新型騎兵銃を模索する動きがあった。1920年、騎兵委員会はM1903を原型とする新型騎兵銃の採用に向けて評価および試験を開始した。古参騎兵の多くは、鞍の鞘に小銃を収めることを好まず、従来の騎兵銃と同様に背負えることが望ましいと考えていた。また、騎兵として想定される交戦距離においては24インチ銃身でさえ長過ぎる、騎兵はサーベルを使うため銃剣は不要などの要望があった。スプリングフィールド造兵廠ではこれらの要求に従った試作騎兵銃を設計し、1921年3月に騎兵委員会に提出した。試作騎兵銃は20インチ銃身と短銃床、背負える形式のスリングが設けられていた。照準器もより短い交戦距離を想定したものに交換されていた。銃身の変更によって銃口初速は僅かに低下し、発砲炎が非常に大きくなっていたものの、試験における評価自体は良好だった。しかし、戦間期における予算の制限もあり、軍部は歩騎両用銃でより需要のある新型半自動小銃の設計に注力していたため、この騎兵銃が採用されることはなかった。
第二次世界大戦中にもカービン・モデルが設計された。1942年1月、第158歩兵連隊はジャングルでの訓練を行うためにパナマ運河地帯に送られた。この際、およそ4,700丁のM1903が18インチの銃身と切り詰めた銃床を備えたカービンモデルに改造された。ブッシュマスター・カービンという非公式な通称は、第158連隊の愛称「ブッシュマスター」に由来する。実戦には投入されておらず、現存数も少ないと言われている。
これらの他に、主要な2タイプがある。一つは訓練用で、もう一つは国際競技などで使用する競技用銃である。加えて、いくつかの民間用、試験用などがある。長期間に渡る製造・支給の結果、ある期間や製造者による細かい違いが多数存在する。重要な点は、M1903シリーズのうち.30-06用として製造されたものも、.30-03弾を撃つことができたが、逆は不可能だったということである（コンバージョンが必要）。
この銃の軍用としての特徴で重要なことは第一次世界大戦においてアメリカ軍制式ライフルとして使用され、第二次世界大戦の初期、特に太平洋戦線でも使用されたことである（これらは可能な限りM1ガーランドに置き換えられたが、他の用途として残った。主に狙撃銃と、ライフルグレネード発射用である）。

## 登場作品

### 映画
『硫黄島からの手紙』
アメリカ海兵隊がスコープを装着したA1を使用して、藤田中尉を狙撃する。
『パール・ハーバー』
真珠湾のアメリカ海軍兵たちが、襲来する零式艦上戦闘機に対して使用する。
『プライベート・ライアン』
狙撃手のダニエル・ジャクソン二等兵がA4を装備。当初はM73 スコープを装着していたが、物語途中の戦場にて所持していた海兵隊用の倍率8倍を誇るユナートル製のスコープに付け替え、試射もせずに発砲している。また、本人は左利きなのだが、右利き用を使用している。そのため、ボルト操作に手間取るシーンがある。
『砲艦サンパブロ』
米水兵が使用する陸戦用火器。派手に連射するルイス軽機関銃やBARの方が目立つので、画面上では影は薄い。

### 漫画
『放課後アサルト×ガールズ』
偵察兵（スカウト）の基本装備。スコープ付き。主に長距離狙撃に用いられる。

### ゲーム
『コール オブ デューティシリーズ』
『CoD』
アメリカ軍のボルトアクションライフルとしてA4が登場する。
『CoD:UO』
米軍のボルトアクションライフルとしてA4が登場する。
『CoD:FH』
第1爆破工作隊に所属するユセフが狙撃用スコープを搭載したものを使用する。プレイヤーは使用不可能。
『CoD2』
米軍のボルトアクションライフルとしてA4が登場する。
『CoD2:BRO』
米軍のボルトアクションライフルとしてA4が登場する。他の作品とは違い、プレイヤーが使用できるのは一部のキャンペーンでのみ。
『CoD3』
米軍のボルトアクションライフルとしてA4が登場する。
『CoD:WaW』
米軍のボルトアクションライフルとしてA4が登場する。銃剣や小銃擲弾を装着可能。

『スナイパーエリートV2』
M73 スコープを装着したA4が「Springfield M1903」の名称で登場。主人公、カール・フェアバーンの初期装備。
『ドールズフロントライン』
萌え擬人化されたものが星4戦術人形として登場。
『バイオハザード4』『バイオハザード RE:4』
本編でレオンが使用。
『バトルフィールドシリーズ』
『BF1943』
アメリカ海兵隊偵察兵の装備として登場する。
『BFH』
A1が全兵科で使用可能。
『BF1』
偵察兵の装備として登場する。ピダーセン・デバイスのついたバリエーションもある。